# Политички систем Косова и Метохије
Политички систем Косова и Метохије је политички систем на подручју Аутономне Покрајине Косова и Метохије (АПКИМ). Саставни је део политичког система Републике Србије, који је дефинисан Уставом (2006) и законима Републике Србије.
Услед специфичних околности које су на подручју Косова и Метохије наступиле након 1999. године, структура политичког система на том делу Републике Србије условљена је и међународним обавезама које проистичу из Резолуције 1244. Стицајем политичких околности, основни покрајински органи, који су прописани Уставом Србије (Скупштина АПКИМ и Извршно веће АПКИМ), нису активни. Под окриљем УНМИК-а првобитно је успостављена заједничка привремена административна структура (1999-2001), коју су замениле привремене институције самоуправе (2001-2008). Као одговор на једнострано проглашење независности Косова, формирана је Скупштина Заједнице општина Аутономне Покрајине Косово и Метохија, која је у оквиру уставно-правног система Србије деловала у периоду од 2008. до 2013. године.

## Историја
Од 1999. године, подручјима на којима живе Срби су управљали дефакто независним регионом од владе у Приштини у којој су доминирали Албанци. Они и даље користе српске националне симболе и учествују у српским националним изборима, који су бојкотовани на остатку самопоглашене Републике Косова; они заузврат бојкотирају косовске изборе. Општинама Лепосавић, Звечан и Зубин Поток управљају локални Срби, док је општина Косовска Митровица имала ривалске српске и албанске владе све док није постигнут компромис у новембру 2002. године.
Српска подручја ујединила су се у заједницу, Савез српских округа и окружних јединица Косова и Метохије коју су у фебруару 2003. године основали састанци српских делегата у Северној Митровици, која од тада служи као „главни град”. Председник уније је Драган Велић. Такође постоји централно управљачко тело, Српско национално веће за Косово и Метохију. Председник Спског националог већа на северу Косова је др Милан Ивановић, док је шеф извршног већа Рада Трајковић.
Локалном политиком доминира Српска листа за Косово и Метохију. Српску листу водио је Оливер Ивановић, инжењер из Косовске Митровице.
У фебруару 2007. Савез српских округа и окружних јединица Косова и Метохије трансформисао се у Скупштину Косова и Метохије Србије којом је председавао Марко Јакшић. Скупштина је оштро критиковала сецесионистичке покрете Скупштине на којој доминирају Албанци и затражила јединство српског народа на Косову и Метохији, бојкот Еулекс-а и најавила масовне протесте у знак подршке суверенитету Србије над Косовом и Метохијом. Дана 18. фебруара 2008. године, дан након једностраног проглашења независности Републике Косово, Скупштина га је прогласила „ништавним”.
Такође, у Влади Србије постојало је Министарство за Косово и Метохију, са Гораном Богдановићем као министром за Косово и Метохију. 2012. године министарство је пребачено на Канцеларију за Косово и Метохију, а Александар Вулин на челу нове канцеларије. Међутим, 2013. године, место Александра Вулина постало је министар без портфеља задужен за Косово и Метохију.